# Ceratoporia perplexa
Ceratoporia perplexa är en svampart som beskrevs av Ryvarden & de Meijer 2002. Ceratoporia perplexa ingår i släktet Ceratoporia och familjen Ceratobasidiaceae.   Inga underarter finns listade i Catalogue of Life.